# 1894年東京地震
1894年東京地震，又称明治東京地震（日語：明治東京地震、めいじとうきょうじしん）發生在日本标准时间的1894年（明治27年）6月20日下午14时4分，震中位于東京湾北部（北緯35.7度、东经139.8度），是南关东直下地震之一。这场地震强度为黎克特制6.6级，震源深度推定約50km-80km。影响了日本東京與神奈川縣的橫濱市和川崎市。地震共导致31死亡，157人受傷。

## 影响
这场地震的震中为东京湾，从东京到神奈川县的横滨市。因地震而未完全的坍塌的建筑物有130棟（東京府90棟、神奈川县40棟），有31人死亡（東京市24人、横滨市4人、橘樹郡3人）以及157人受伤。损坏的建筑物以洋楼和砖瓦房为主。因为地震导致许多烟囱的倒塌、损害使得这场地震有时被称为“烟囱地震”（煙突地震）。
- 东京浅草町的凌雲閣（12层高的塔）在地震中部分受损，之后进行了加固、修复的工程。在关东大地震中损害严重，1923年9月23日拆除。
- 土壤液化現象：荒川流域的隅田川以及埼玉县元荒川发生了这种现象[2]。
- 斜坡失稳：現在的埼玉縣高麗郡飯能町[1]

女作家樋口一葉在她的作品《水之上日記》（水の上日記）对当时的地震情景有所记载，如地震造对东京四谷建筑物造成的破坏、东京港区三田的土壤液化現象和地震当日的22时发生了余震。
谷崎潤一郎的自传《幼少時代》中对地震也有所提及，他讲述了他的房屋是怎么样被地震摧毁的。